# Antoni Łukasiewicz (piłkarz)
Antoni Łukasiewicz (ur. 26 czerwca 1983 w Warszawie) – polski piłkarz, który występował na pozycji defensywnego pomocnika. W latach 2008–2009 dwukrotny reprezentant Polski.

## Życiorys
Jest wychowankiem Polonii Warszawa, w barwach której debiutował we wrześniu 2002 roku w spotkaniu przeciwko Ruchowi Chorzów w I lidze 14 września 2002. W barwach Polonii rozegrał 80 spotkań w Ekstraklasie.
Był wieloletnim kapitanem młodzieżowych reprezentacji Polski od U-15 do U-21. Wystąpił na Mistrzostwach Europy do lat 16 w Izraelu w 2000 roku.
W ostatnim spotkaniu rundy jesiennej sezonu 2009/2010 (12 grudnia) przeciwko swojemu macierzystemu klubowi Polonii Warszawa zdobył swoją pierwszą bramkę w karierze zawodowej. Okazało się, że był to gol, który dał zwycięstwo Śląskowi.
Od czerwca 2012 do 2014 roku zawodnik Górnika Zabrze, po wygaśnięciu umowy ze śląskim klubem podpisał kontrakt z Arką Gdynia.
1 lipca 2018 roku po czterech latach spędzonych w Arce Gdynia zdecydował się zakończył karierę piłkarską.

## Kariera reprezentacyjna
14 grudnia 2008 zadebiutował w reprezentacji Polski prowadzonej przez Leo Beenhakkera. W meczu tym, przeciwko Serbii rozegrał 56 minut, kiedy to został zmieniony przez Grzegorza Krychowiaka.
| Mecze i gole w reprezentacji | Mecze i gole w reprezentacji | Mecze i gole w reprezentacji | Mecze i gole w reprezentacji | Mecze i gole w reprezentacji | Mecze i gole w reprezentacji | Mecze i gole w reprezentacji |
| #                            | Data                         | Miasto                       | Przeciwnik                   | Gol                          | Wynik                        | Rozgrywki                    |
| ---------------------------- | ---------------------------- | ---------------------------- | ---------------------------- | ---------------------------- | ---------------------------- | ---------------------------- |
| 1.                           | 14.12.2008                   | Antalya                      | Serbia                       |                              | 1:0                          | towarzyski                   |
| 2.                           | 07.02.2009                   | Faro                         | Litwa                        |                              | 1:1                          | towarzyski                   |